# Таран Андрій Васильович
Андрій Васильович Таран (нар. 4 березня 1955, Франкфурт-на-Одері, НДР) — український військовий та державний діяч, генерал-лейтенант у відставці, 16-й Міністр оборони України (з 4 березня 2020 року — до 3 листопада 2021 року), Надзвичайний і Повноважний Посол України в Республіці Словенія (з 4 травня 2022 — до 21 грудня 2024 року).

## Життєпис
Народився 4 березня 1955 року в м. Франкфурті-на-Одері (НДР) у родині військовослужбовця, що проходив військову службу у Групі радянських військ у Німеччині.
У 1970-х закінчив Київське вище артилерійське інженерне ордена Леніна Червонопрапорне училище ім. С. М. Кірова ППО Сухопутних військ СРСР (КВАІУ) за спеціальністю «Військовий інженер-радіотехнік». Військову службу проходив у Збройних Силах колишнього СРСР.
У 80-х закінчив Військову академію ППО Сухопутних військ в м. Києві за спеціальністю «Управління бойовими діями». Також пройшов перепідготовку в Інституті міжнародних відносин Київського національного університету імені Тараса Шевченка, дипломатичної служби та Національному університеті оборони США у Вашингтоні. Здобув ступінь магістра за спеціальністю «Стратегія національних ресурсів». Вільно володіє англійською мовою.
1995—1996 — навчався в Національному університеті оборони США у Вашингтоні, де здобув кваліфікацію магістра за спеціальністю «Стратегія національних ресурсів».

### Військова служба
У 1992—1994 роках проходив військову службу в Центральному апараті Міноборони України, далі був переведений до Головного управління розвідки Міноборони.
Працював у РНБО України експертом центру стратегічного планування та аналізу, далі повернувся до Центрального апарату Міністерства оборони у 1996—1998 роках.
З 2005 по 2008 рік — начальник управління у Міноборони, з 2008 — заступник керівника Головного управління розвідки Міноборони.
У грудні 2015 — квітні 2016 — перший заступник командувача Сухопутних військ Збройних Сил України.
В 2016 році — був звільнений у відставку через вікові обмеження. 
Генерал-лейтенант Збройних Сил України у відставці.

### Дипломатична служба
У 1999—2004 роках військовий аташе при посольстві України у США.
В 2011—2014 — представник Міністерства оборони у представництві України при ООН.
З вересня по листопад 2015 року працював у підгрупі з питань безпеки у ТКГ в Мінську.
З квітня по серпень 2015 — представник України у Спільному центрі контролю і координації на Донбасі (СЦКК), який був створений для мирного врегулювання за участю представників України та РФ.
4 травня 2022 — призначений Надзвичайним і Повноважним Послом України в Республіці Словенія.
21 грудня 2024 року — звільнений з посади Надзвичайного і Повноважного Посла України в Республіці Словенія.

### Політична діяльність
У 2019 році очолював виборчий штаб кандидата в президенти Ігоря Смешка. На парламентських виборах 2019 року балотувався за списком партії «Сила і честь» під 24 номером, проте партія до парламенту не потрапила.

## Міністр оборони
4 березня 2020 року був призначений Міністром оборони України в Кабінеті Міністрів України Дениса Шмигаля, не забезпечив виконання оборонного замовлення 2020, 2021 років.
З 13 березня 2020 року — до 5 листопада 2021 року — член РНБО України.
2 листопада 2021 року, написав заяву про відставку з посади очільника Міністерства оборони України.
3 листопада 2021 року, Верховна Рада України звільнила Тарана з посади Міністра оборони України. За відповідне рішення проголосував 341 нардеп.

## Надзвичайний і Повноважний Посол
4 травня 2022 року Президент України Володимир Зеленський призначив Андрія Тарана Надзвичайним і Повноважним Послом України в Республіці Словенія.
22 липня 2022 року Андрій Таран вручив самі вірчі грамоти Президенту Республіки Словенія Боруту Пахору.

## Нагороди
- Орден Богдана Хмельницького ІІІ ст.
- Орден Богдана Хмельницького ІІ ст. (20 серпня 2008) — за особливі заслуги у захисті державного суверенітету та територіальної цілісності України, охорону конституційних прав і свобод людини, мужність і самовідданість, виявлені під час виконання військового і службового обов'язку, та з нагоди 17-ї річниці незалежності України; за вагомий особистий внесок у зміцнення обороноздатності і безпеки Української держави, бездоганне виконання військового і службового обов'язку, високий професіоналізм[22]

## Сім'я
Одружений, має двох дітей.